# Portret van Fräulein Lieser
Het Portret van Fräulein Lieser (Duits: Bildnis Fräulein Lieser) is een schilderij van Gustav Klimt uit 1917. Het schilderij was nog niet gesigneerd toen Klimt stierf in 1918.
Er wordt verondersteld dat het schilderij Margarethe Constance Lieser afbeeld, de dochter van Adolf Lieser.
Het schilderij is jarenlang verloren gewaand tot er aangekondigd werd dat het op 24 april 2024 geveild zou worden door het veilinghuis im Kinsky, vooraf geschatte opbrengst 30 tot 50 miljoen Euro. Uiteindelijk werd het doek voor € 38,5 miljoen euro verkocht (inclusief toeslagen). Op basis van de Washington Principles gaat een deel naar de vorige eigenaar en een deel naar de nazaten van de familie Lieser.